# Ben Feringa
Bernard Lucas Feringa, más conocido como Ben Feringa (Barger-Compascuum, 18 de mayo de 1951) es un químico orgánico neerlandés, especializado en nanotecnología molecular y catálisis homogénea. Es profesor universitario de física molecular en el Instituto de Química de la Universidad de Groningen y académico y presidente del Consejo de la División de Ciencias de la Real Academia de Artes y Ciencias de los Países Bajos. En 2016 fue galardonado con el Premio Nobel de Química, junto con Jean-Pierre Sauvage y Fraser Stoddart, «por el diseño y la síntesis de máquinas moleculares».

## Biografía
Feringa se doctoró en 1978 en la Universidad de Groningen con la tesis «Asymmetric oxidation of phenols. Atropisomerism and optical activity». Trabajó un tiempo para la compañía angloneerlandesa, Royal Dutch Shell hasta que se incorporó en Groningen como profesor de química orgánica en 1988. Como investigador, su trabajo se ha centrado en la catálisis homogénea y la catálisis de oxidación, y especialmente en la estereoquímica con importantes aportaciones en la síntesis asimétrica. Ha logrado avances importantes en diversos campos de la química, tanto en la síntesis orgánica, la catálisis, la química supramolecular y la nanotecnología. Su descubrimiento en 1999 de la «motores moleculares», fue clave en el conocimiento y en el avance para aplicaciones en el campo del suministro de fármacos con alta precisión a través del torrente sanguíneo. Sus trabajos han recibido los mayores reconocimientos en el campo de la química y la nanotecnología en todo el mundo. Así, ha sido galardonado con el 'Spinozapremie' 2004, el más importante premio científico de los Países Bajos, elegido académico y profesor en 2008 de la Real Academia de Artes y Ciencias de los Países Bajos, medalla Jacobus Henricus van 't Hoff 2011, el 'Lilly European Distinguished Science Award' y la medalla Marie Curie de la 'Towarzystwo Chemiczne' de Polonia en 2013, el premio Arthur C. Cope de química orgánica de la American Chemical Society en 2014 y, en 2016, el Premio Nobel de Química, junto con Jean-Pierre Sauvage y Fraser Stoddart, «por el diseño y la síntesis de máquinas moleculares».